# Elezioni presidenziali in Montenegro del 1997
Le elezioni presidenziali in Montenegro del 1997 si tennero il 5 ottobre (primo turno) e il 19 ottobre (secondo turno); videro la vittoria di Milo Đukanović.

## Risultati
| Candidati       | Partiti                                              | I turno | I turno | II turno | II turno |
| Candidati       | Partiti                                              | Voti    | %       | Voti     | %        |
| --------------- | ---------------------------------------------------- | ------- | ------- | -------- | -------- |
| Milo Đukanović  | Partito Democratico dei Socialisti del Montenegro    | 145 348 | 47,42   | 174 745  | 50,80    |
| Momir Bulatović | Partito Democratico dei Socialisti - Momir Bulatović | 147 610 | 48,16   | 169 257  | 49,20    |
| Altri           | -                                                    | 13 534  | 4,42    |          |          |
| Totale          | Totale                                               | 306 492 | 100     | 344 002  | 100      |